# Marilac
Marilac este un oraș în Minas Gerais (MG), Brazilia.